# Niphona albosignatipennis
Niphona albosignatipennis är en skalbaggsart som beskrevs av Stefan von Breuning 1968. Niphona albosignatipennis ingår i släktet Niphona och familjen långhorningar. Inga underarter finns listade i Catalogue of Life.